# Den sidste tid
Den sidste tid er en dansk dokumentarfilm fra 2016 instrueret af Christoffer Dreyer. Den havde premiere d. 16 november 2016 i udvalgte biografer landet over og blev herefter vist på DR1. 

## Handling
Ester og Hans elsker livet og hinanden. De har tilbragt næsten hver en vågen time sammen i 50 år og glæder sig til deres Guldbryllup - også selv om de er bange for at de aldrig kommer til at opleve det. Ester og Hans forbereder sig nemlig på dommedag, som de er overbevist om er nært forestående.
Selv har de har rygsækken pakket, så de kan overleve i de svenske skove, når ragnarok kommer, men nu har de ventet i 50 år og helbredet er begyndt at svigte. Isen smelter på Grønland, krige raser i mellemøsten og storme og oversvømmelser slår ind over det lille hus i Rønnebærparken. Esther og Hans er godt klar over, hvad der er ved at ske. Selvom deres helbred hastigt forværres - Esther lider af polio og Hans kæmper med eftervirkningerne af en hjerneblødning - finder de energien til at gøre en sidste indsats for at redde deres medmennesker, før det er for sent.